# ديفيد لويد (لاعب كرة قدم)
ديفيد لويد (بالإنجليزية: David Lloyd)‏ هو لاعب كرة قدم بريطاني، ولد في 18 مارس 1947 في أكرينجتون في المملكة المتحدة. شارك مع منتخب إنجلترا للكريكت. أما مع النوادي، فقد لعب مع نادي مقاطعة لانكشر للكريكت ‏.

## وصلات خارجية
- دايفيد لويد على موقع إي آس بي آن كريك إنفو (الإنجليزية)